# Eubaphe antithesis
Eubaphe antithesis là một loài bướm đêm trong họ Geometridae.